# Roodnektrogon
De roodnektrogon (Harpactes kasumba)  is een vogelsoort uit de familie Trogons (Trogonidae).

## Verspreiding en leefgebied
Deze soort komt voor op Malakka, Sumatra en Borneo en telt twee ondersoorten:
- H. k. kasumba: Malakka en Sumatra.
- H. k. imbavidus: Borneo.